# Melchior Jakub Grudziński
Melchior Jakub Grudziński herbu Grzymała – kasztelan sieradzki w latach 1680–1689, kasztelan brzeskokujawski w latach 1660–1680.
W 1661 roku otrzymał przez podkanclerzego litewskiego ze skarbu francuskiego 2000 liwrów. Był elektorem Michała Korybuta Wiśniowieckiego w 1669 roku z województwa brzeskokujawskiego. 
Poseł województw kujawskich do króla w 1688 roku. 
W 1674 roku był elektorem Jana III Sobieskiego z województwa brzeskokujawskiego.